# Макс Ліндер
Макс Ліндер (фр. Max Linder; 16 грудня 1883, Сен-Лубес — 30 жовтня 1925, Париж) — французький актор-комік, один з найпопулярніших «королів сміху» часів німого кіно. Сценарист, режисер та художній керівник багатьох короткометражних фільмів. Президент Асоціації кіноакторів (1925 рік).

## Біографія
Справжнє ім'я Макса Ліндера — Габріель Максиміліан Лев'єль. Він народився у містечку Сен-Лубес департаменту Жиронда у родині спадкових виноградарів та виноробів. З дитинства мріяв про акторську кар'єру. Для цього поїхав вчитися акторській майстерності у Бордо. 1903 року приїхав до Парижа, але не зміг поступити до Паризької консерваторії. Тоді Макс влаштовувався до театру «Амбігю комікс», де грав хлопчиків. Згодом його запросили до театру «Вар'єте», де він протягом двох років виконував ролі статиста. Після цього Макс переходить до паризької кіностудії «Пате».
Перша роль у кінофільмі «Перший вихід гімназиста» у 1905 році не мала успіху. Але починаючи з успіху у картині «Перші кроки на льоду» (1907 рік) він дедалі більше грає головні ролі, стає відомим та популярним. Габріель Максиміліан Лев'єль стає Максом Ліндером. Це псевдо він склав з імен двох самих модних артистів «Вар'єте» — Макса Дарлі та Марселя Ліндера.
Макс Ліндер знімався у серії фільмів про Макса («Макс-повітроплавець», «Макс-гіпнотизер», «Макс шукає наречену», «Макс у колі родини», «Макс — жертва хінної настоянки»). З 1910 року фільми Макса (він став також їх сценаристом, режисером) набувають найбільшої популярності, а його гонорари сягають 50 тисяч франків на рік.
До 1913 року Макс Ліндер здійснює гастрольні поїздки до Німеччини, Іспанії, Росії. Тут він також продовжує зйомки. Перебуваючи у 1913 році у Росії Макс Ліндер отримував гонорар 3 тисячі франків за виступ плюс 50 % від виручки.
З початком Першої світової війни Ліндер випустив злободенні комедії — «Макс та шпигун», «Макс та сакс», «2 серпня 1914», після чого пішов добровольцем на фронт. Після контузії Макс Ліндер лікувався у Швейцарії, де у 1915 році отримав запрошення від американської фірми «Есеней», яка запропонувала йому 1 млн доларів за серію з 8 фільмів. Але хвороба завадила завершити знімання усіх фільмів і Ліндер повернувся до Швейцарії.
Вилікувашись, Ліндер у 1919 році створює екранізацію п'єси Р. Бернара «Маленьке кафе», яка має шалену популярність. Він знову їде до США, де протягом 1921—1922 років відзняв три фільми: «Сім років нещастя», «Будь моєю дружиною» та «Три пройдисвіти». По поверненню до Франції Ліндер одружився з фламандкою Елен Петерс.
Разом з родиною Макс Ліндер переїхав до Відня, де у 1925 році відзняв свою останню картину «Король цирку». Але вона вже не мала успіху і це викликало депресію у актора. 31 жовтня 1925 року подружжя Ліндерів покінчило життя самогубством.
Образ Макса — столичного франта, денді, остаточно сформувався до 1910 року: одягнений за останньою модою молода людина із забезпеченої (але не аристократичної) сім'ї. Він доглядає за дівчатами, веселиться з друзями і часто випиває зайве. У нього є власна квартира, прислуга. Ніколи не працює. У комічні ситуації найчастіше потрапляє через миттєвої палкої закоханості, сильного сп'яніння, бажання справити враження тощо. На думку Леоніда Трауберга очевидно, що саме образ дамського угодника забезпечив популярність акторові, привернув в кіно і багато років утримував інтерес до нього жінок.
Творчість коміка не завжди відрізнялося стабільністю, рівномірністю. Разом з блискучими роботами і навіть проривами в кінематографії, порівнянні з новаторськими ідеями Чапліна, у нього є і слабкі, «прохідні» картини, в яких сюжет млявий і нудний. Техніка зйомки, і це відноситься до всього кінематографу періоду, ще вкрай примітивна. Якщо в сцені задіяні кілька акторів — вибирається загальний план. Якщо двоє — середній, так званий «американський» план. Один або два великих плану за десятихвилинну стрічку використовуються лише для того, щоб підкреслити якусь деталь. І у Макса Ліндера, і у Чарлі Чапліна, все підпорядковано сценарієм — актори, трюки, комізм. Техніка, спосіб подачі матеріалу залишаються ще на другому місці. Камера фіксує лише головного героя і його дії. Слід зазначити, що оточуючі Ліндера епізодичні персонажі менш карикатурні, ніж у Чапліна, вони малюються хоч і гротескними, але реалістичними рисами.
В акторській грі Макса Ліндера критики дуже позитивно відзначають розважливу скупість комічних прийомів. Наприклад, у фільмі «Макс — жертва хініну» він, здійснивши кілька нарочито прискорених рухів, що супроводжуються мімікою на межі гримаси, раптом застигає. Почасти, ця пауза витримана «для оплесків», для того, щоб дати глядачеві можливість вдосталь посміятися над жартом. Під час цих секундних перерв він іноді повністю втрачає безтурботне веселощі, уважний глядач вгадує навіть смуток або переляк. Необхідно нагадати, що ні персонаж, а Ліндер-актор, реальна людина був схильний неврастенії. Але саме такі моменти, іноді продумані, іноді трапляються під впливом психофізичного стану, сформували стиль артиста, його натуру. Жорж Садуль порівнював таку артистичну манеру з сінкопічностью зароджується в той же період джазу.

### Творча спадщина і вплив на кінематограф

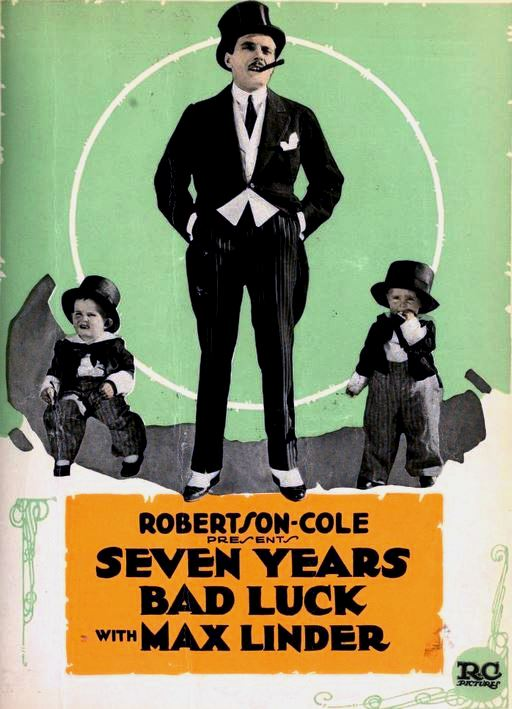
Афіша до кінофільму «Сім років нещастя» для прокату в США, 1921.

Кінознавці вважають, що фактична фільмографія Макса Ліндера становить не менше 500 картин. Це твердження вірне, як мінімум, на тій підставі, що ще в початку 1910 року журнал «Cine Journal» згадує про 220 його стрічок, а репортер британського видання про кіно «Pictures and Picturegoer» під час інтерв'ю 1923 року в будинку актора пише про побачену ним колекції, що складається з більш ніж 400 оригіналів стрічок. На жаль, більша їх частина втрачена безповоротно. Старший брат коміка Моріс, що страждає недоумством в результаті перенесеного сифіліса, після самогубства актора вирішив заховати колекцію. Він зібрав усі стрічки, що зберігаються в будинку, і закопав їх у саду. Ґрунтові води і комахи знищили плівки. Титанічну роботу по відновленню фільмотеки зробила дочка Ліндера — Мод. Відразу після суїциду батьків вона була передана на виховання родичам Ліндера. Про те хто її батько, про його останньому трагічному вирішенні дівчині не повідомляли до дорослого віку. Після цього протягом багатьох років Мод збирала збереглися копії фільмів Макса в приватних колекціях і державних сховищах в усьому світі. Вдалося відновити близько 200 картин.
У 1963 році Мод підготувала і випустила в прокат картину «У компанії Макса Ліндера» (фр. En compagnie de Max Linder), що складається з трьох стрічок американського періоду творчості: «Будьте моєю дружиною», «Сім років нещастя» і «Три пройдисвіта». 1988 року під її ж редакцією був випущений документально-художній фільм «Людина в циліндрі» (англ. The Man in the Silk Hat).
Часто згадується його художня взаємозв'язок з роботами режисерів Мака Сеннета — «батька» так званих кістоунскіх комедій  і Кінга Відора. Він брав участь у становленні кар'єри Моріса Шевальє (дебют якого відбувся у фільмі Ліндера «За звичкою» (фр. Par habitude, 1911 рік), Реймонда Гріффіта, Адольфа Менжу.
Деякі знахідки Ліндера кінематографісти пізніше будуть використовувати багато разів. У фільмі «Макс — тореадор» корова, яка куплена для відпрацювання прийомів кориди, в одній зі сцен потрапляє в розкішну спальню. У майбутньому комізм ситуації з твариною в чужою обстановці будуть обігравати Бастер Кітон («На захід», англ. Go West, 1923 рік), Луїс Бунюель (корова в будинку маркізи де Ікс у фільмі «Золотий вік», 1930 рік), Григорій Александров (стадо, громящая банкетний зал у «Веселих хлоп'ятах») і так далі. У стрічці «Макс — віртуоз» лже-піаніст, відтягуючи момент початку виступу, упускає в рояль пенсне і в його пошуках буквально розбирає інструмент по деталях. Аналогічний трюк, але вже з автомобілями, будуть проробляти американські коміки Лорел і Харді в 1930-і роки . Епізод, коли героя Леоніда Гайдая Боягуза в кінокомедії «Операція „И“» смертельно ранять шпагою в серце, але замість струменя крові виявляється вино з розбитої пляшки, — практично дослівна цитата з «Трьох пройдисвітів» Ліндера. Прикладів звернення до творчого досвіду кінематографіста можна навести десятки, але, ймовірно, самим класичним з них залишиться епізод перед дзеркалом з стрічки «Сім років нещастя». Слуга і служниця героя випадково розбивають велике дзеркало в туалетній кімнаті. Вранці Макс в стані сильного алкогольного похмілля йде голитися. Кухар, дещо схожий на господаря, встигає переодягнутися в піжаму і дзеркально копіює його руху. Той списує зовнішні відмінності на свій стан, але скоро починає розуміти підступ. Його відволікає телефонний дзвінок. У цей час слуги вставляють у раму нове дзеркало. Макс, бажаючи покарати кухаря, кидає в дзеркало важкий черевик і, відповідно, розбиває його. У різних варіаціях це було повторено у фільмах «Качиний суп» (США, 1931 рік), «Рожева пантера» (Велика Британія, 1963 рік), «Острів Гіллігана» (США, 1966 рік), «Великий бізнес» (США, 1988 рік), «Ширлі-Мирлі» (Росія, 1995 рік), епізоді «Задзеркаллі» серіалу «Секретні матеріали» (США, 1998 рік), мультфільмах «Самотні приведення» з Міккі Маусом (1931 рік), «Засіб для волосся» з Багзом Банні (1945 рік), «Дорога до Німеччини» з Гриффинами та багатьох інших роботах.

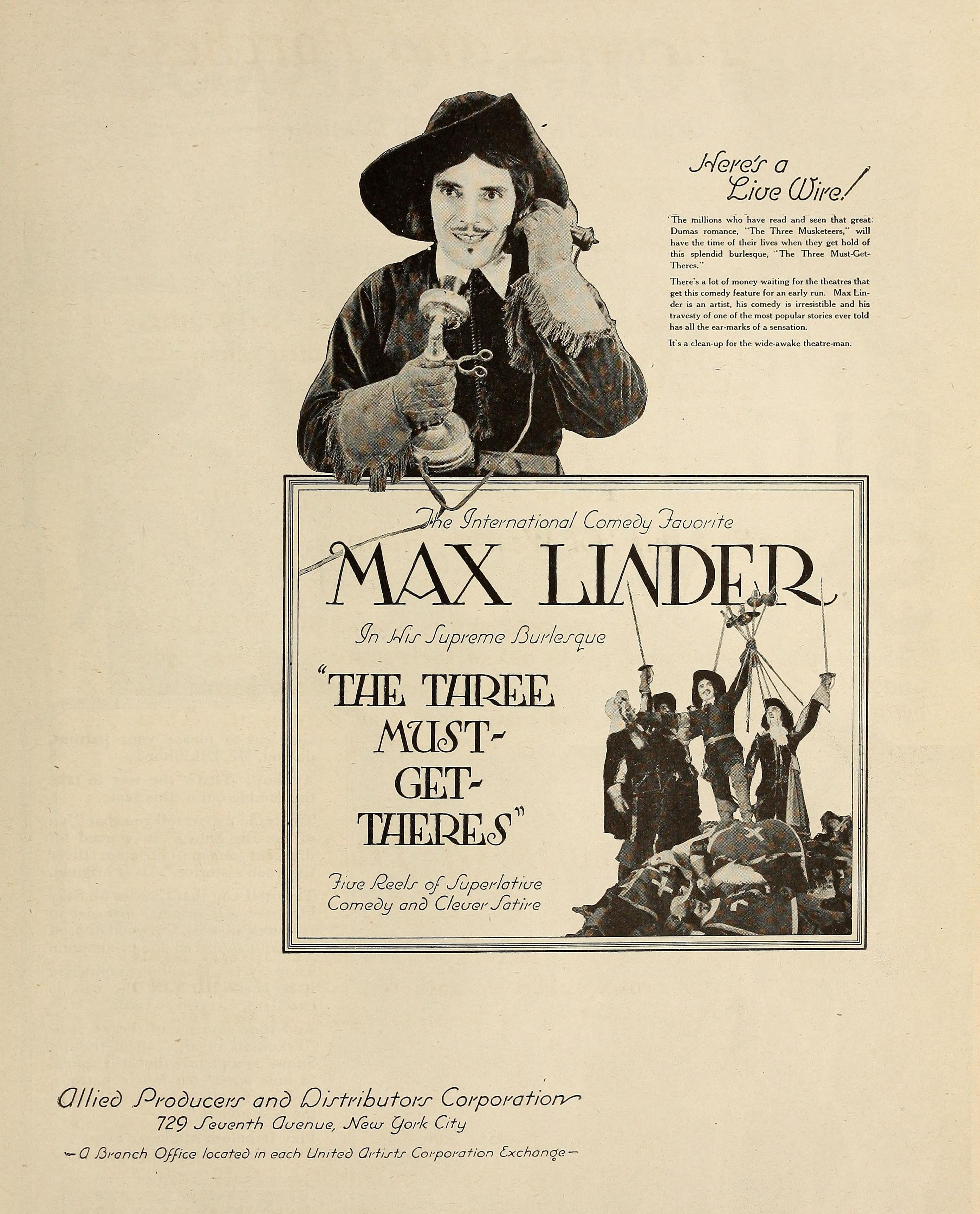
Афіша до кінофільму «Три пройдисвіта» для прокату в США, 1922 рік.

У кінематографі Російської імперії і, пізніше, в РРФСР образ Макса (прізвище якого вимовляли спотворено, на німецький манер, з наголосом на першому складі — Ліндер) неодноразово дублювався і, в деякому розумінні, навмисно експлуатувався. У розпал його популярності в 1913 році незалежно один від одного з'явилися два екранних героя з постійною маскою, два «міських жуїра» — Антоша (у виконанні коміка з Варшави Антона Фехтнер) і Аркаша (у виконанні ексцентрика театру-кабаре «Кажан» Аркадія Бойтлера). Картини першого фінансував і просував Олександр Дранков. В їх основі — легкі постановочні сценки, найчастіше звертаються до сексуальності масового глядача, серед яких «Антоша — злодій», «Антоша в балеті», «Антоша — приборкувач тещ», «Антоша-двоєженець», «Антоша лисіє», «Антоша між двох вогнів». Постійний конкурент Дранкова — Олександр Ханжонков, в ті ж роки відкриває серію про Аркаша: «Аркаша одружується», «Кімната N 13 або Аркашка не щастить», «Аркадій — контролер спальних вагонів», «Аркаша — спортсмен або для любові перепони немає» і так далі. Згодом кінознавці саме  Аркашу  (Аркадія Бойтлер) назвали найобдарованішим коміком дореволюційного кінематографа Росії.
У стилістиці близькою французькому артисту працював ще один актор, клоун, друг Володимира Маяковського — Віталій Лазаренко. Його майстерність високо оцінювалося рецензентами. Засновник радянського циркового мистецтва Рудольф Славський цитує журнал «Артистичний світ»: «Міміка, грація і глибоке розуміння психічних переживань героя, справедливо створили Віталію Лазаренко назва російського Макса Ліндера». Сам же Маяковський використовував образ Ліндера і Асти Нільсон у своєму фільмі 1918 року «Закута фільмою».
Популярна радянська кінокомедія середини 1970-х років «Здрастуйте, я ваша тітка!» І її персонажі багато в чому демонструють данину поваги творчості французького актора, його внеску в кінематограф. Крім того, що у фільмі демонструється кілька епізодів з картин за участю Макса Ліндера, один з головних персонажів Джекі Чесні (у виконанні Олега Шкловського) — добра пародія на французького коміка, буржуа, який прагне здаватися світським левом, субтильний пан, вічно потрапляє в безглузде становище і всіма силами намагається зберегти свою гідність і елегантність".